# 尤拉克瓦伊魯羅山
13°51′01″S 70°46′02″W / 13.85028°S 70.76722°W
尤拉克瓦伊魯羅山（Yurac Huayruro），是秘魯的山峰，位於該國東南部普諾大區，由卡拉瓦亞省的科拉尼區負責管轄，屬於韋爾卡努塔山脈的一部分，海拔高度約5,000米。